# Mendelssohnia sinaica
Mendelssohnia sinaica är en tvåvingeart som beskrevs av Kugler 1971. Mendelssohnia sinaica ingår i släktet Mendelssohnia och familjen parasitflugor. Inga underarter finns listade i Catalogue of Life.